# Le Dentiste (film, 1996)
Pour les articles homonymes, voir Le Dentiste.
Série
Le Dentiste 2
(1998)
Pour plus de détails, voir Fiche technique et Distribution.
Le Dentiste (The Dentist) est un film américain réalisé par Brian Yuzna, sorti en 1996.

## Synopsis
Alan Feinstone est un dentiste réputé. Mais il souffre de gros troubles de la personnalité, il est obsédé par l'hygiène et la propreté. La tromperie de sa femme va entrainer une tuerie.

## Fiche technique
- Titre original : The Dentist
- Titre français: Le Dentiste
- Réalisation : Brian Yuzna
- Scénario : Dennis Paoli (en), Stuart Gordon et Charles Finch
- Musique : Alan Howarth
- Photographie : Levie Isaacks
- Montage : Christopher Roth
- Décors : William V. Ryder
- Costumes : Warden Neil
- Production : Pierre David, Phillip B. Goldfine, Noël A. Zanitsch, Sheri Bryant et Mark Amin
- Budget : 2,5 millions de dollars (1,89 million d'euros)
- Pays d'origine :  États-Unis
- Format : Couleurs - 1,44:1 - Ultra Stéréo - 35 mm
- Genre : Horreur
- Durée : 92 minutes
- Dates de sortie :
  - Pays-Bas : 18 juillet 1996
  - États-Unis : 18 octobre 1996
- Film interdit aux moins de 16 ans lors de sa sortie en France.

## Distribution
- Corbin Bernsen (VF : Olivier Granier) : le docteur Alan Feinstone
- Linda Hoffman : Brooke Feinstone
- Michael Stadvec (VF : Joël Zaffarano) : Matt
- Ken Foree (VF : Bruno Dubernat) : le détective Gibbs
- Tony Noakes : le détective Sunshine
- Molly Hagan (VF : Anne Rondeleux) : Jessica
- Patty Toy : Karen
- Jan Hoag (VF : Danièle Hazan) : Candy
- Virginya Keehne (VF : Julie Turin) : Sarah
- Earl Boen (VF : Jean Topart) : Marvin Goldblum
- Christa Sauls : April Reign
- Mark Ruffalo (VF : Olivier Jankovic) : Steve Landers
- Lise Simms (VF : Déborah Perret) : Paula Roberts
- Joanne Baron : Mme Saunders
- Brian McLaughlin : Jody

## Autour du film
- Le tournage s'est déroulé à Los Angeles.
- Brian Yuzna réalisa une suite en 1998, Le Dentiste 2.
- Le cinéaste fait une petite apparition en tant qu'assistant dentaire[1].

## Distinctions
- Prix des meilleurs effets spéciaux pour Anthony C. Ferrante, lors du Fantafestival en 1996.
- Grand Prix du Jury, lors du Festival du film fantastique de Suède en 1996.
- Nomination au prix du meilleur film, lors du festival Fantasporto en 1997.